# Gefach

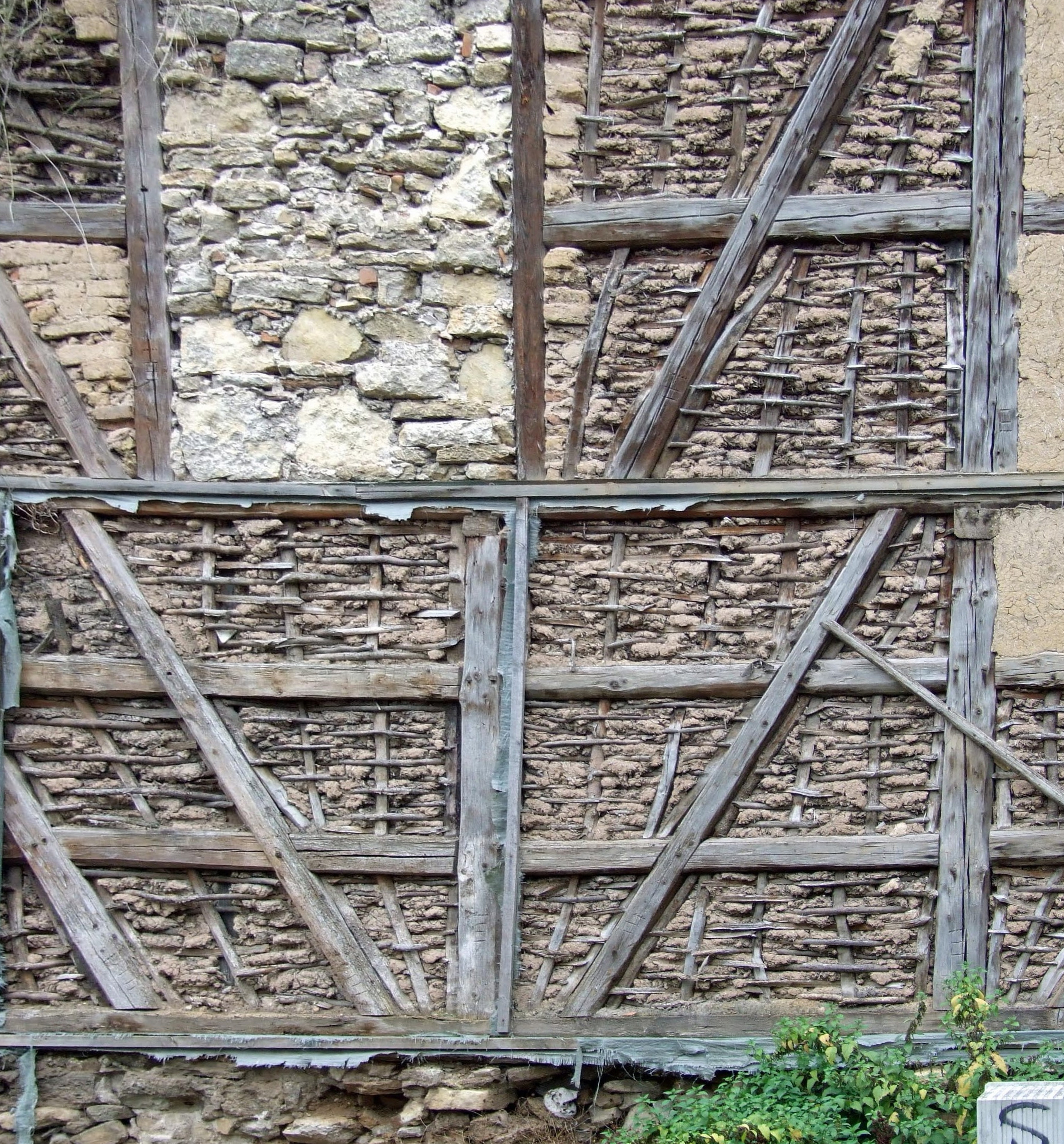
Gefache mit unterschiedlichen Ausfachungen: Astgeflecht und Natursteine. Der ehemals aufgetragene Verputz ist nur rechts außen noch erhalten.

Ein Gefach bezeichnet im Holzfachwerkbau das Feld zwischen den Holzbalken einer Wand, das durch Ausfachung, Fenster oder Tür geschlossen wird.

## Ausfachung
Die Ausfachung von Fachwerk wurde je nach Periode, Region und Verfügbarkeit des Materials auf verschiedene Weisen vorgenommen:
- Sichtmauerwerk aus Backsteinen, Vormauerziegeln oder Klinkern, in Nebengebäuden selten auch mit Lehmsteinen
- Holz
- Verputzte Ausmauerung mit Backsteinen, Lehmsteinen, Bruchstein oder Porenbeton
- Regional begrenzt, so z. B. in der Bönninghardt am Niederrhein, wurden zum Füllen der Gefache Grassoden verwendet
- Klaiben des Gefachs, indem zunächst Nuten in Ober- und Unterkanten der waagerechten Balken geschlagen werden. In die Nuten werden entweder
  - senkrechte Stakhölzer geschoben, die mit Weidenruten umflochten und mit Lehmbewurf versehen werden, oder
  - die Stakhölzer werden zunächst mit einem Stroh-Lehm-Gemisch umwickelt, dann als Wellerhölzer in die Nuten geschoben und schließlich wird eine glatte Oberfläche mit einem Lehmverstrich (Lehmputz) hergestellt.

Beim Errichten und Sanieren von Wänden, die wenig druckfeste Baustoffe wie Holz, Lehm, leichte Ziegel, Sandstein und Porenbeton enthalten, sollten generell nur Putz- und Mauermörtel verwendet werden, die ebenfalls eine niedrige Druckfestigkeit aufweisen, da diese elastisch auf das Quellen und Schwinden des Holzes reagieren können.
Besonders geeignet sind Lehm- und Luftkalkmörtel. Hydraulisch abbindende Bindemittel sollten dem Kalkmörtel allenfalls in sehr geringem Anteil beigefügt werden.
Problematisch ist die Wetterseite, da hier jeder Schlagregen zu einer Durchfeuchtung und infolge einem Schwellen und anschließenden Schwinden der Holzbalken führt. Ein besonders weicher Kalkmörtel kann diese Bewegungen aufnehmen und sorgt durch seine große Kapillarität für ein schnelles Abtrocknen der Hölzer. Luftkalkmörtel benötigt jedoch einige Zeit zum Abbinden und kann von heftigem Regen ausgewaschen werden. Traditionell wurden gefährdete Wetterseiten durch eine Verkleidung oder zumindest einen großen Dachüberstand geschützt.
Die Füllung wird im Gefach in der Regel durch zuvor in die Innenseiten der Holzbalken geschlagene Nuten oder dort aufgenagelte Dreikant-Leisten gesichert.
Um eine ausreichende Luftdichtigkeit zwischen Füllung des Gefachs und Balken zu erreichen, kann den Leisten vor dem Vernageln oder Verschrauben ein Dichtband (z. B. Kompriband) unterlegt werden.

## Gefachearten

### Hölzerne Gefache

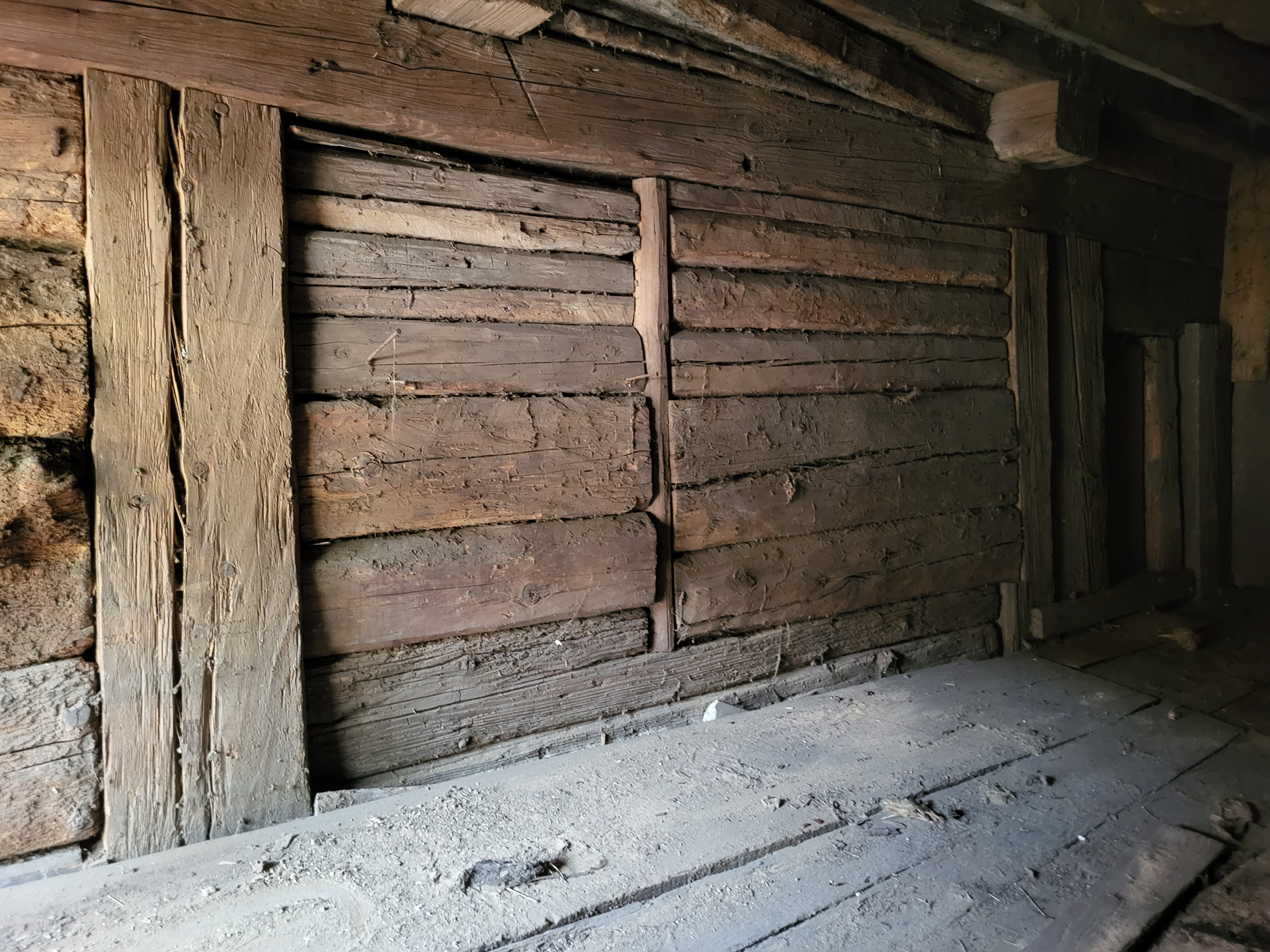
Oberharzer Gefache

Die in den Bergfreiheiten gewährten Bauholzberechtigung hatte Holz zum billigsten Baumaterial im Oberharz gemacht, weshalb die Häuser in den dortigen Bergstädten vorwiegend aus Holz gebaut wurden. Andere Baumaterialien mussten aufwendig aus dem Harzvorland importiert werden und wurden deshalb nur sparsam verwendet. Die Wandfüllung der beim Fachwerkbau entstehenden Gefache konnte im Oberharz nicht einfach in der traditionellen Lehmbauweise erfolgen. In den steinigen Böden des Oberharzes ließ sich keine ausreichende Menge Lehm gewinnen. Zudem waren Lehmwände anfällig für die häufigen Niederschläge. Als Wandfüllung benutzte man stattdessen sogenannte Ausladhölzer. Das sind kurze, aus Rundholz kantig behauene Holzklötze, die in den Fächern waagerecht übereinandergelegt wurden. Die Fugen wurden mit einer Mischung aus Moos und Kuhmist gedichtet. Die so errichteten Häuser besaßen solide Holzwände, die allerdings der Witterung ungeschützt preisgegeben waren und unter den Bedingungen des Harzes Klimas schnell verfaulten.  Deshalb ging man dazu über das Fachwerk mit einer Fassade zu versehen, welche aus Holzbrettern besteht, die entweder senkrecht oder waagerecht angebracht wurden.

### Backsteingefache

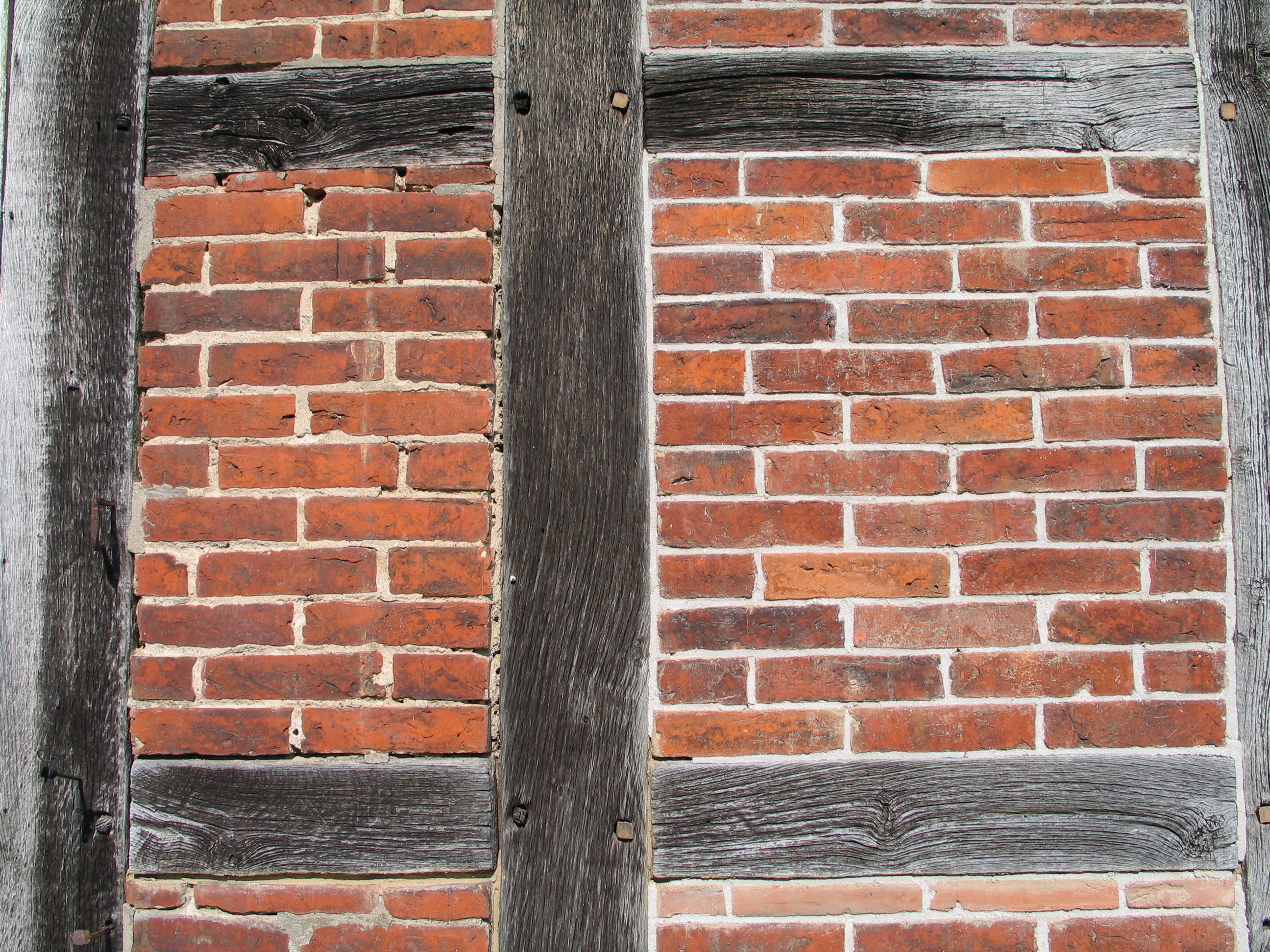
Ziegelausfachung links: alt, rechts: neu verfugt

Die Backsteine einer Ausfachung wurden mit Lehm- oder Kalkmörtel vermauert und mit Kalkmörtel verfugt.
Backsteinausfachungen werden in Norddeutschland in der Regel als Sichtmauerwerk ausgeführt, bisweilen sogar mit Ziersetzungen der Backsteine, so dass sich Zierausfachungen mit Ornamenten ergeben. Hans Issel beschrieb in seinem Holzbau-Lehrbuch von 1900 „gemusterte Backsteingefache“ als die gegenüber dem Balkenschitzwerk billigere Fachwerkschmückung. Von ihm stammt auch die Überlieferung, dass zur Steigerung der Musterwirkung und eines stärkeren Farbkontrastes zu den roten Ziegeln „schneeweise Fugen“ aus Gipsmörtel verwendet wurden.
In Süddeutschland hingegen wurden Backsteingefache in der Regel mit einem Kalkputz oder einer Schlämme versehen.

Beispiele für Ziegelausfachungen
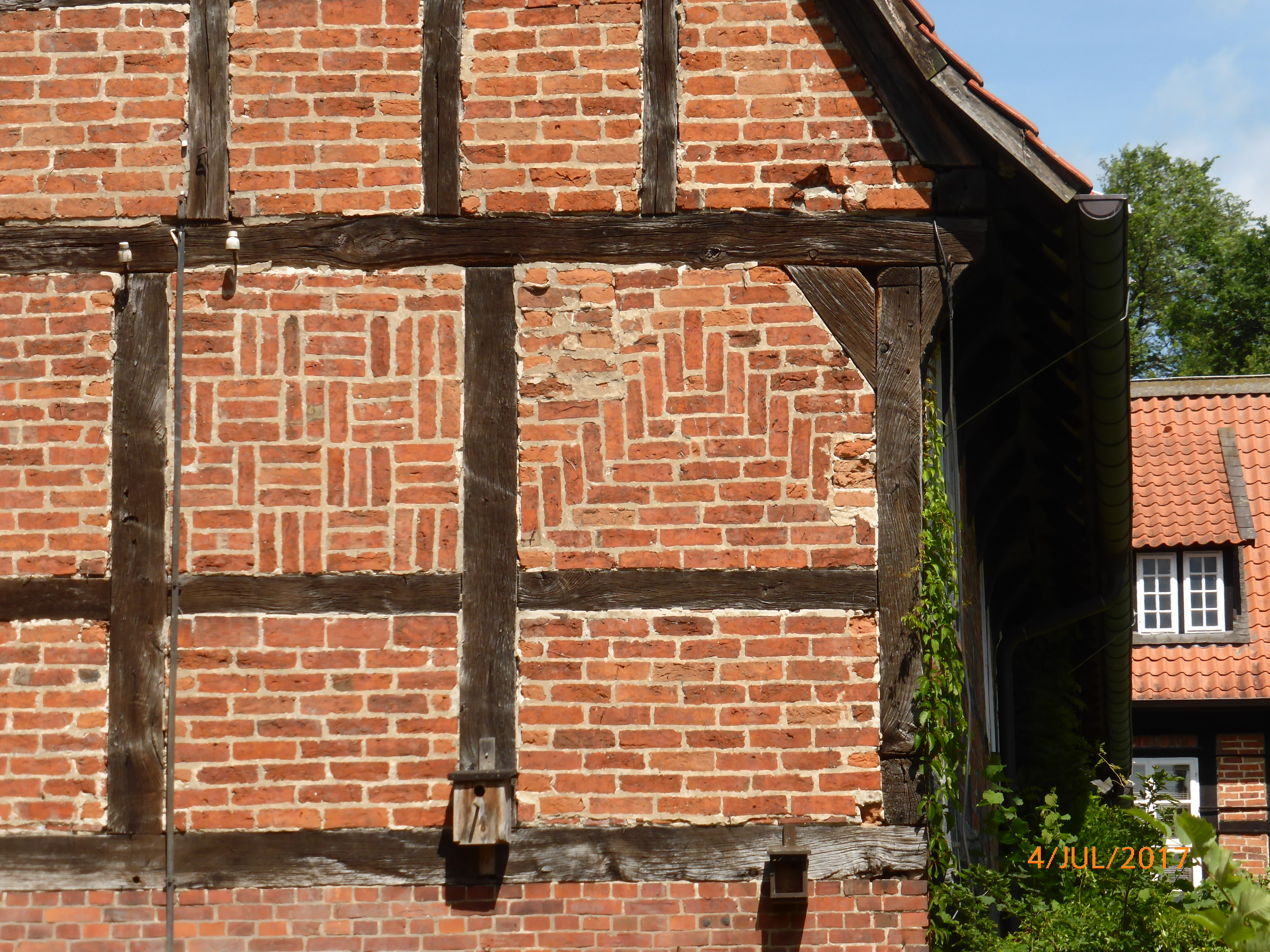
Kloster Wienhausen
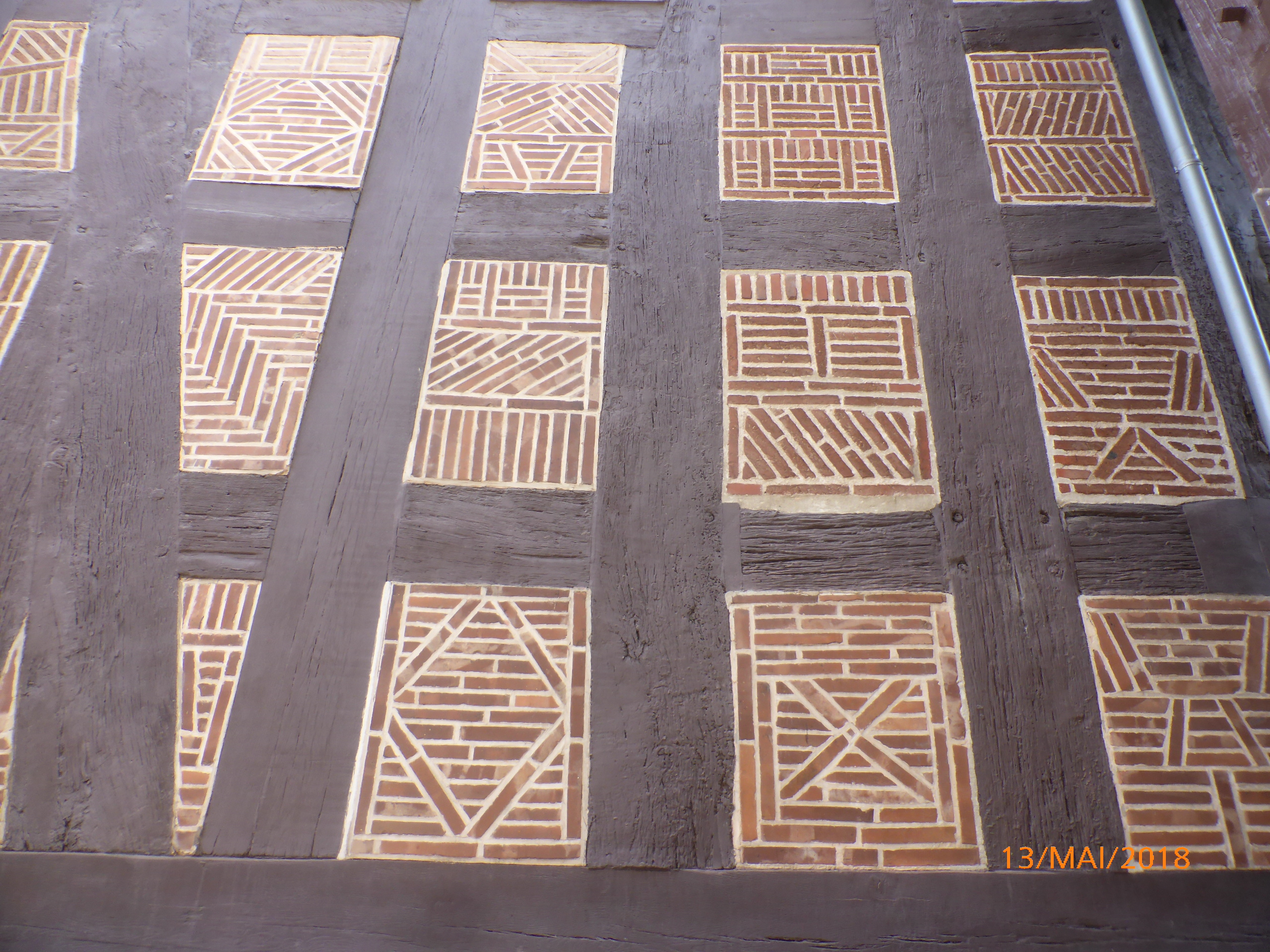
Rathaus Frankenberg (Eder)
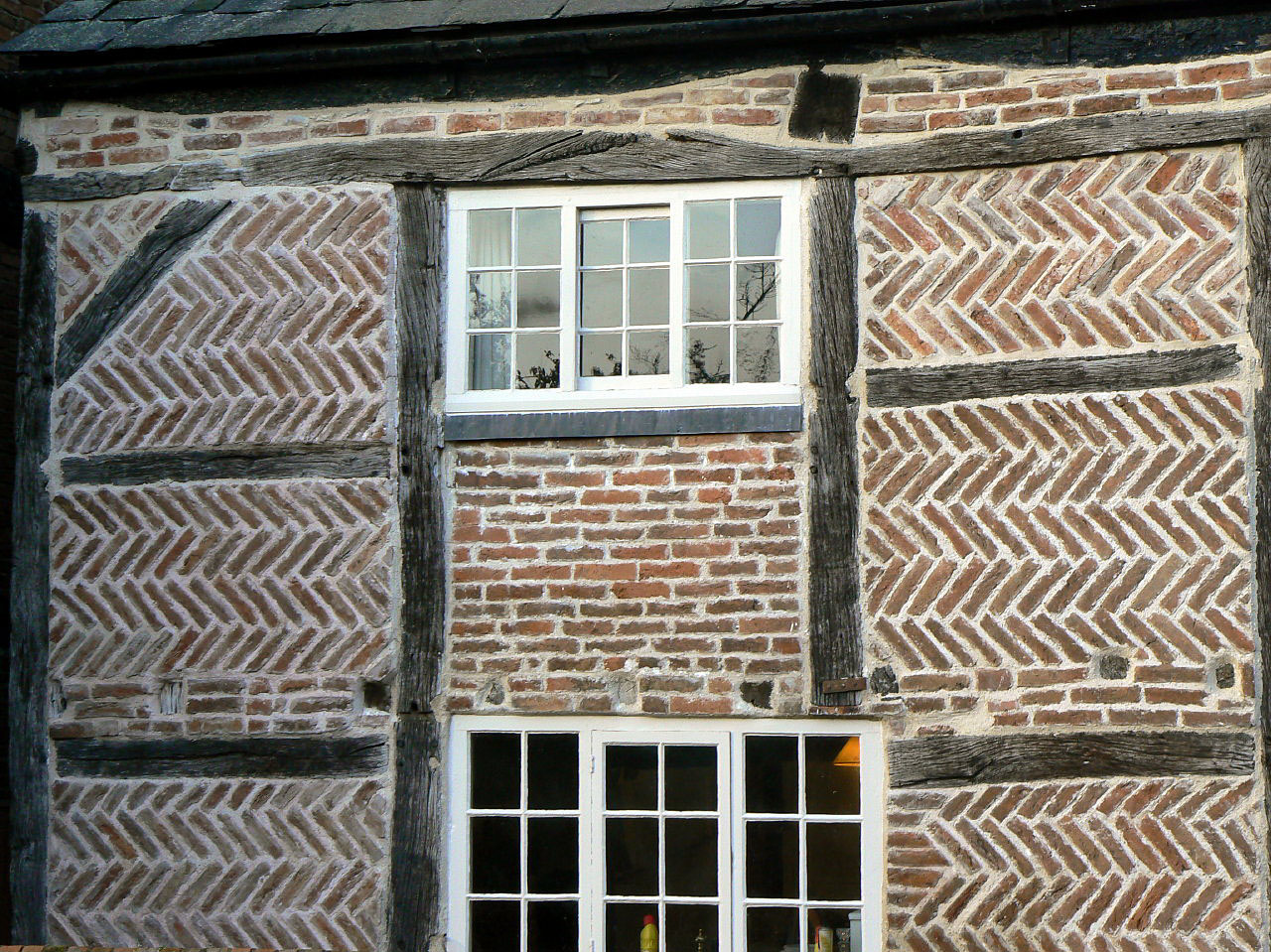
Ziegel-Ziergefache (Hoton, Leicestershire)
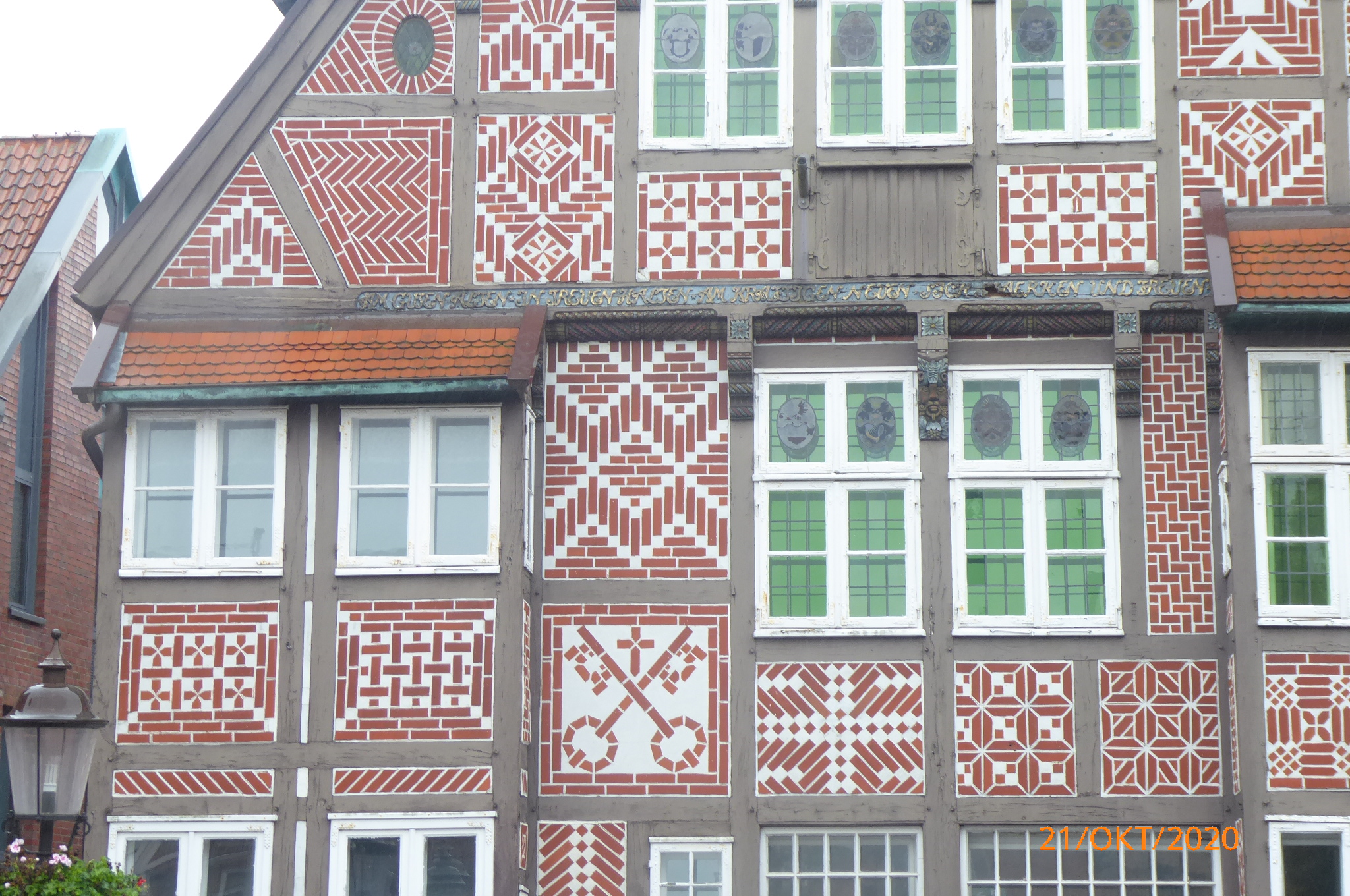
Buxtehude, St. Petri-Platz 9
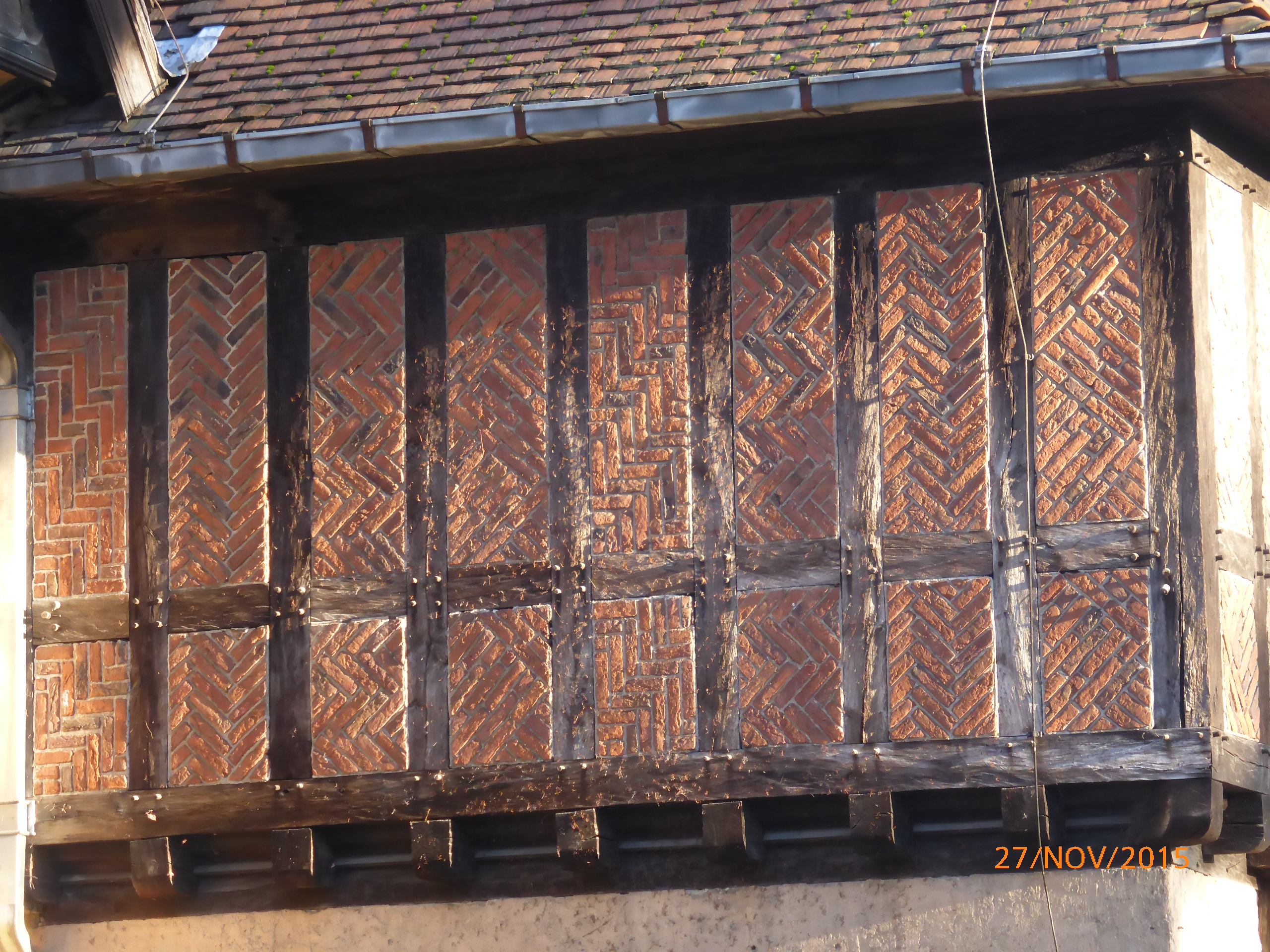
Schloss Cecilienhof, Potsdam
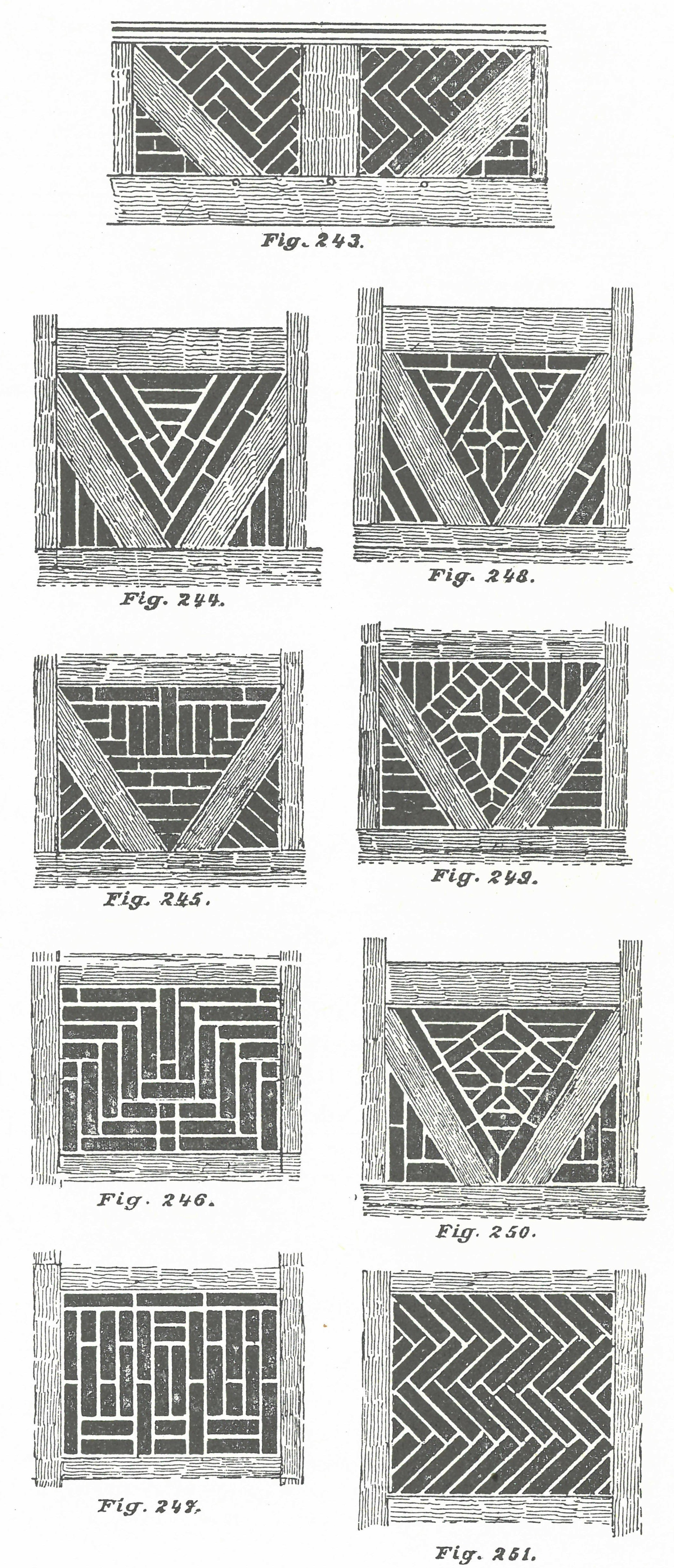
Zierausfachungen (Lehrbuch von 1900[4])

### Lehmsteingefache
Ausfachungen mit Lehmsteinen findet man am häufigsten bei Innenwänden und Wirtschafts- oder Gesindegebäuden. Darüber kommt ein Lehm- oder Kalkputz. Wie bei der Backsteinausfachung werden die Holzständer eingekerbt.
Lehm hat durch die feuchtigkeitsregulierende Wirkung einen konservierenden Einfluss auf das Holz des Fachwerks. Die Endfeuchtigkeit von Lehm ist geringer als die von Holz, somit sorgt der Lehm dafür, dass das Holz trocken bleibt und nicht fault. Zudem lassen sich bei Renovierungsarbeiten die Steine einfach von Mörtelresten reinigen und wiederverwenden.
Zur Stabilisierung werden Kerben in die Ständer der Fachwerkwand geschlagen, damit es zwischen Mörtel und Holz zu einer formschlüssigen Verbindung kommt. Alternativ werden bei modernen Renovierung alter Fachwerkgebäude auch Dreiecksleisten an die Ständer aufgenagelt oder in Fugenhöhe verzinkte Nägel in die Ständer geschlagen.
Da Mörtel und Holz beim Abtrocknen etwas an Volumen verlieren, könnte die Ausmauerung sonst locker im Gefach stehen und zugige Fugen bilden.

### Lehmgefache
Die Lehmstake ist ein längliches Stück gespaltenes Holz von unterschiedlichem Querschnitt. Es wird senkrecht zwischen die horizontalen Fachwerkbalken geklemmt. Diese werden daher als Fachholz bezeichnet.
Um die Lehmstaken zu verankern, werden mit einer Dexel eine Nut in die Oberseite des unteren Balkens, z. B. einer Schwelle und entweder einzelne Vertiefungen oder eine durchlaufende Nut in die Unterseite des oberen Balkens, des Riegels, geschlagen.
Die Staken werden dann mit Strohlehm mehrschichtig beworfen (Lehmbewurf) und anschließend verputzt. In einigen Regionen werden die Staken vor dem Bewurf in der Art einer Flechtwerkwand mit Weiden- oder Haselzweigen umflochten, Fachgerten genannt.

Beispiele für Lehmgefache
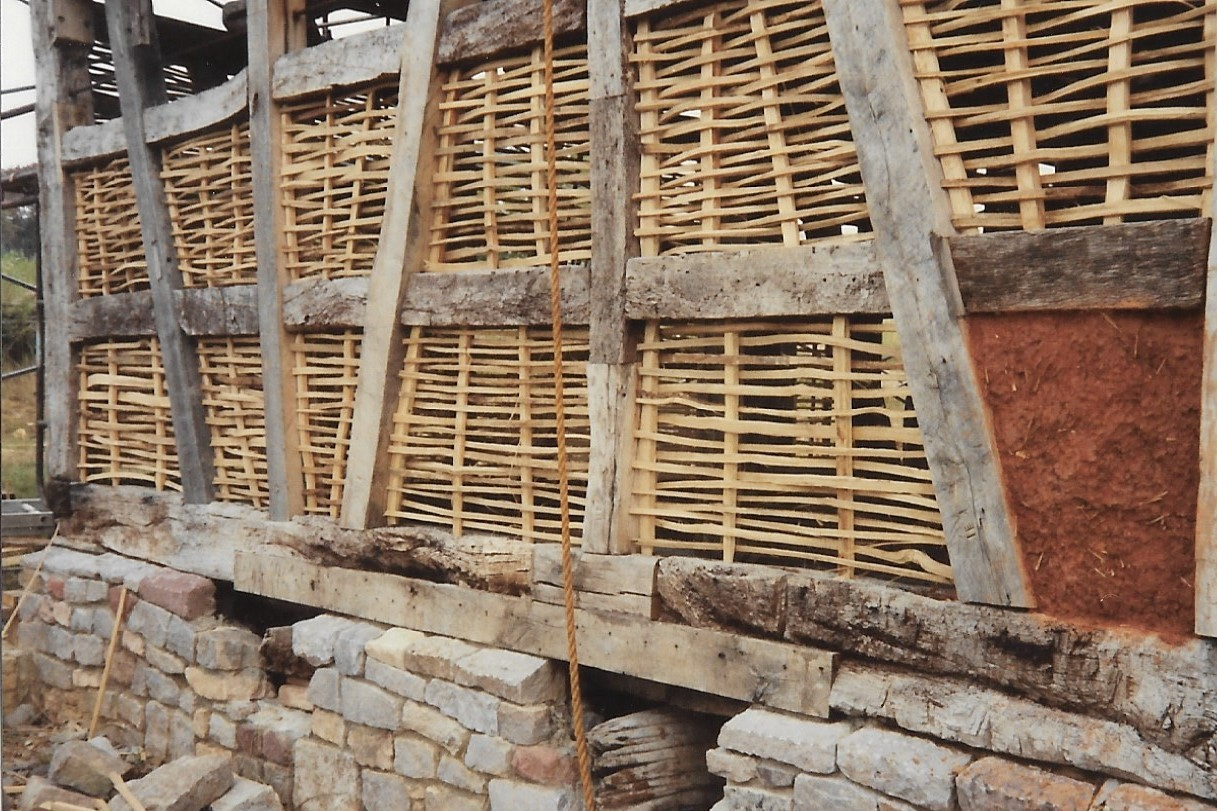
Gefache mit erneuerten Staken und Geflecht, vor dem Lehmbewurf
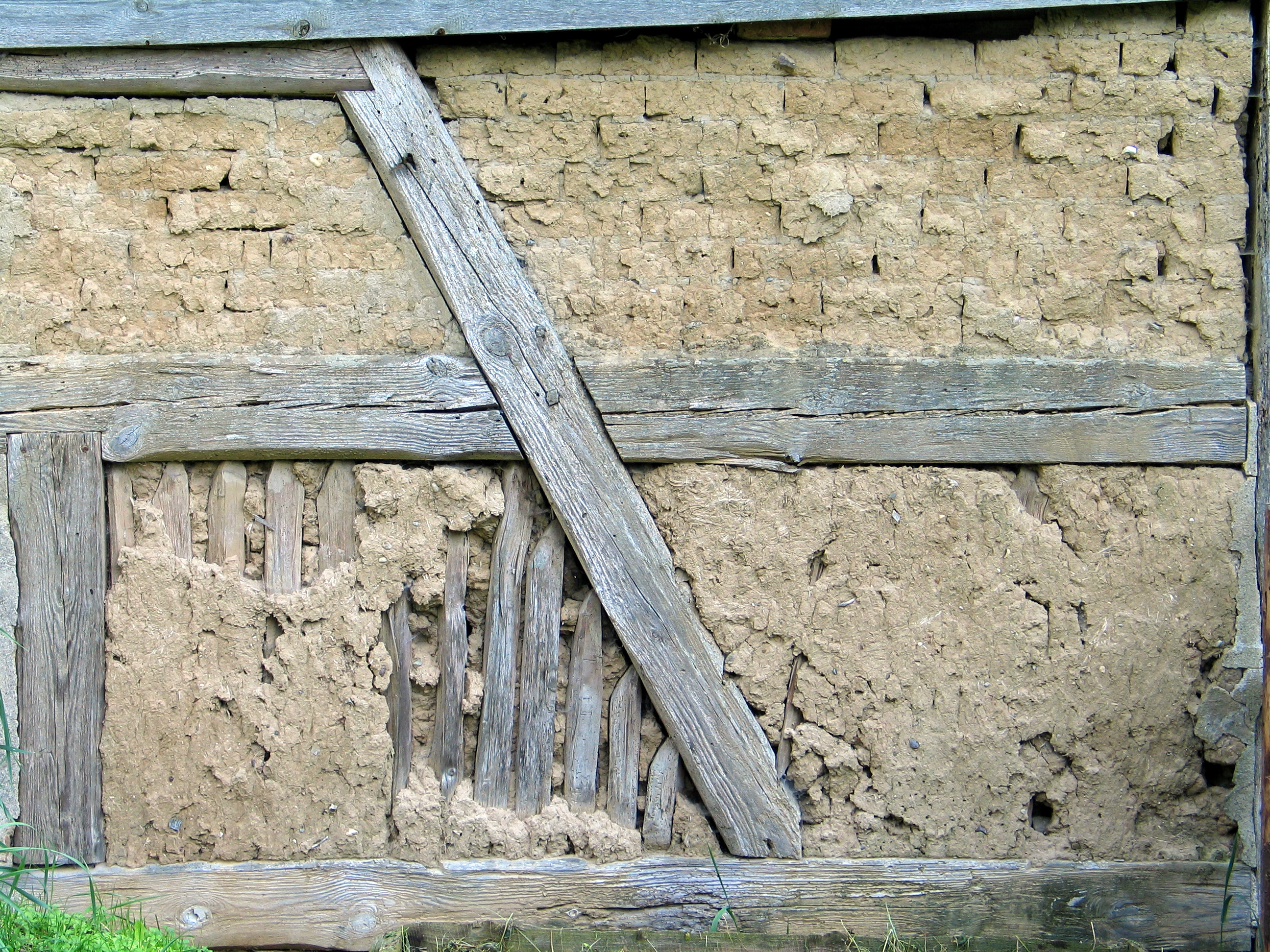
Lehmausfachungen, oben mit Lehmsteinen, unten mit abgewittertem Lehmbewurf und freigelegter Stakung

## Naturstein
Wenn örtlich kein oder wenig Lehm und dafür reichlich Natursteinvorkommen vorhanden waren, sind Gefache auch mit Bruchsteinen gefüllt worden.

Beispiele für Natursteingefache
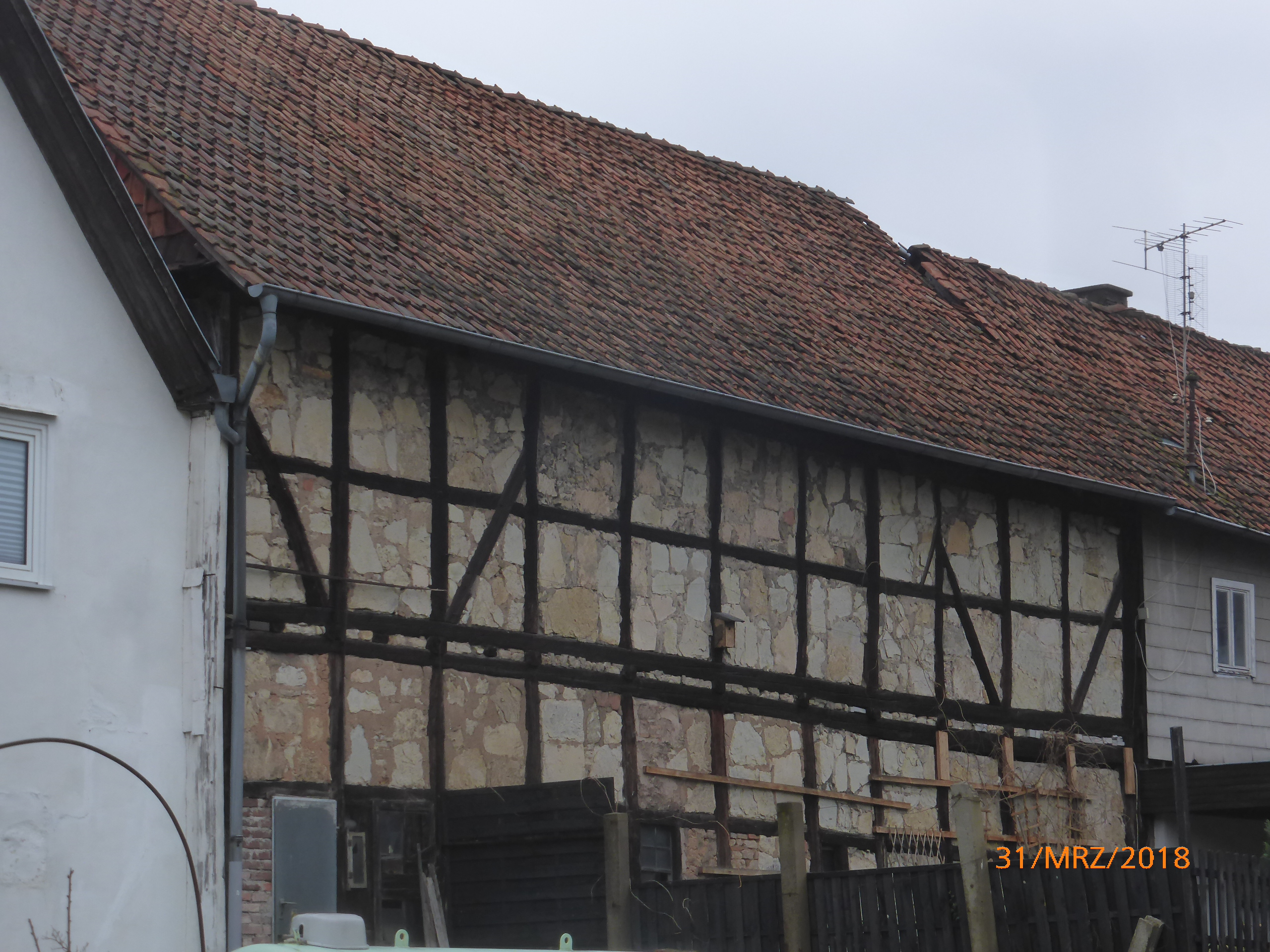
Ausfachungen mit Bruchstein (Scheune in Wanfried)

## Verputzte Gefache

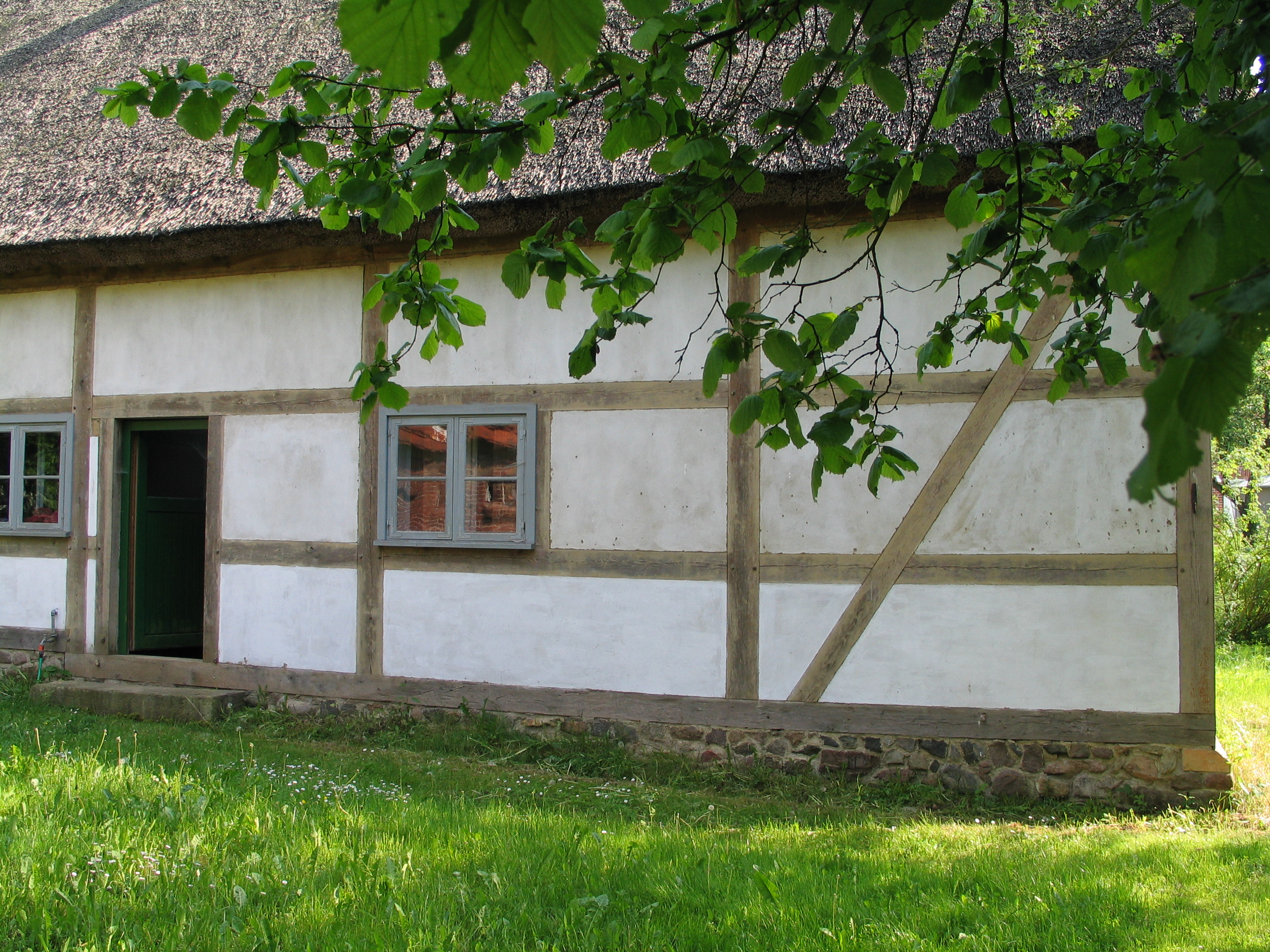
Lehmputz mit Kalkanstrich

Um im Außenbereich Schäden am Fachwerk zu vermeiden, ist beim Verputzen zu beachten, dass der Putz bündig mit dem Holz abschließt oder nur geringfügig zurückspringt. Es sollten kapillar- bzw. diffusionsoffene und gering-feste Putzmörtel verarbeitet werden. Putze aus hochhydraulischem Kalk oder sogar Zement können sich bei Wärme- und Feuchtebeanspruchung schalenweise ablösen und durch mangelnde kapillare Entfeuchtung das Fachwerk schädigen.
Zur Verbesserung der Haltbarkeit wird als Oberputz entsprechend der Putzregel eine noch etwas weichere Putzmischung gewählt und leicht vorstehend aufgetragen. Ein wenige Zentimeter breiter Randstreifen wird dabei ringsum so angeschrägt, dass sich eine kissenförmig vorstehende Gefachfüllung ausbildet.
Am Holz soll der Putz möglichst nicht im rechten Winkel anschließen. Die an das Holz grenzende Putzfläche sollte mit einer Fase abschließen, so dass die an das Holz stoßende Putzkante im Querschnitt einen stumpfen Winkel aufweist. Eine stumpfe Putzkante verhindert, dass der Putz an der Kontaktstelle durch das Quellen und Schwinden der Fachwerkhölzer reißt oder bröckelt. Sind die Kanten der Fachwerkbalken abgerundet oder angeschrägt, ist besonders darauf zu achten, dass der Putz nicht bündig an die Vorderkante der Balken angetragen wird, da die Putzkante ansonsten hier in einem besonders rißgefährdeten spitzen Winkel abschließen würde.
Der Putz muss vielmehr soweit angeschrägt werden, dass er an die zurückliegende, seitliche Kante der Fachwerkhölzer anschließt.
Bei der Verwendung von Lehm als Außenputz muss dieser vor dem Auswaschen durch Schlagregen geschützt werden. Wenn kein Schutz durch einen ausreichenden Dachüberstand gegeben ist, kann die Putzoberfläche beispielsweise durch einen Anstrich aus 1 Teil Sumpfkalk, 1/4 Teil Speisequark und 2 bis 5 % Leinöl gefestigt werden, der in die feuchte Oberfläche eingebürstet und während des Abbindens möglichst über einige Tage feuchtgehalten wird. Der Anstrich wird nach dem Trocknen reinweiß und schützt den Lehm viele Jahre.
Bei der Restaurierung alter Fachwerkbauten haben sich historische Methoden und Rezepte zur Herstellung der äußeren Putzschicht der Gefache bewährt, die neben Weißkalkhydrat oder NHL-Kalken Zuschläge von gemahlenen Ziegeln sowie teilweise von Fasern enthalten. Gefordert ist ein weicher Putz, der sich bei Temperaturschwankungen wie der darunter befindliche Lehm verhält.

## Historische Putze und Farben
Zwar befasste sich bereits Jakob Ignaz Hittorff zu Beginn des 19. Jahrhunderts mit der Vielfarbigkeit historischer Gebäude, doch wird sie in der Denkmalpflege erst in jüngerer Zeit systematisch untersucht. Zu den Farben des Gefachs zählen zum Beispiel Rot und grau-grüner Ocker. Die Balken wurden unter anderem rot, gelb, grau oder schwarz gefasst. Oftmals liegen verschiedene Farbschichten übereinander.